# Thomas Hales
Thomas Callister Hales (* 4. Juni 1958 in San Antonio, Texas, USA) ist ein US-amerikanischer Mathematiker. Er beschäftigt sich insbesondere mit Problemen aus dem Bereich der Algebra und der Geometrie. Hales wurde 1998 durch seinen Computerbeweis der Keplerschen Vermutung auch über die Grenzen der mathematischen Gemeinschaft hinaus bekannt.

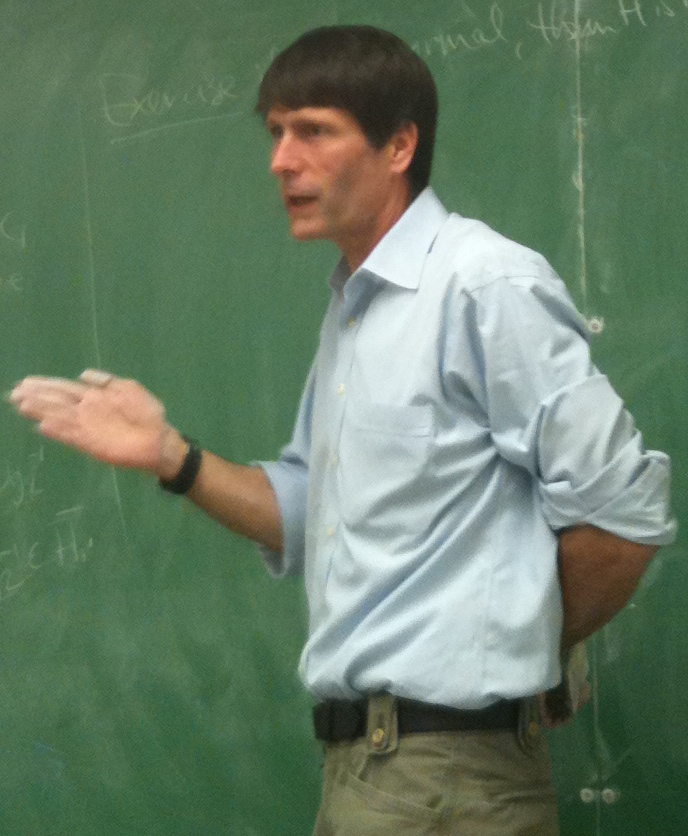
Hales 2012

## Leben
Hales hat bis 1982 sein Studium der Mathematik und Engineering-Economic Systems an der Stanford University mit dem Bachelor of Sciences bzw. dem Master of Sciences abgeschlossen. Anschließend folgte ein einjähriger Aufenthalt an der Universität Cambridge, wo er das Certificate of Advanced Study in Mathematics (Part III of the Mathematical Tripos) erhielt. Seit 1983 arbeitete er dann an der Princeton University bei Robert Langlands an seiner Promotion zum Thema The Subregular Germ of Orbital Integrals, die er 1986 abschloss. Nach seiner Promotion arbeitete er am Mathematical Sciences Research Institute (MSRIn Berkeley). Nach Stationen als Assistant Professor oder Gastwissenschaftler an der Harvard University (1987–1989), an der School of Mathematics am Institute for Advanced Study in Princeton, New Jersey, (1989–1990 und 1994–1995) und der University of Chicago bei Paul J. Sally (1990–1993) wurde er 1993 zunächst Assistant Professor und später Professor an der University of Michigan in Ann Arbor. 2001 wurde er Andrew Mellon Professor an der University of Pittsburgh.
2009 erhielt er für den Beweis der Kepler-Vermutung den Fulkerson-Preis (wie auch sein ehemaliger Doktorand Ferguson). 2002 war er Invited Speaker auf dem Internationalen Mathematikerkongress in Peking (A computer verification of the Kepler conjecture). Er ist seit 2012 Fellow der American Mathematical Society. 2019 hielt Hales die Tarski Lectures, für 2020 wurde ihm der Senior Berwick Prize zugesprochen.

## Werk
Vor seinen Arbeiten zur Geometrie untersuchte Thomas C. Hales Themen des Langlands-Programms (automorphe Formen und p-adische Gruppen).

### Beweis der Keplerschen Vermutung
Wu-Yi Hsiang versuchte ab etwa 1990  die Keplersche Vermutung zu beweisen. Seine Lösung wurde von Hales und anderen heftig kritisiert. Um 1997 lehnten die sich damit beschäftigenden Mathematiker den Beweisversuch im überwiegenden Konsens als unzureichend ab, wogegen Hsiang von der Gültigkeit überzeugt blieb.
Der daraufhin von Thomas C. Hales und seinem Doktorand Samuel P. Ferguson vorgestellte Beweis umfasste eine extrem große Datenmenge. Die Gutachter um Gábor Fejes Tóth sahen sich nach eigenen Worten „zu 99 Prozent“ von der Richtigkeit des Beweises überzeugt, gaben aber nach Jahren intensiver Arbeit erschöpft auf. Der Beweis folgt einem von László Fejes Tóth vorgeschlagenen Weg über Lineare Programmierung. Die Gutachter beanstandeten auch teilweise nur skizzenhafte Beweis-Dokumente in Preprint-Form im Umfang von etwa 200 Seiten, ohne die Computerausdrucke. Hales und Ferguson gaben an, nach der jahrelangen Arbeit am Beweis zu ausgelaugt zu sein, um dies auf eine polierte Form zu bringen, was Hales aber nach dem Verdikt der Gutachter nachholte. Die Annals of Mathematics veröffentlichten den Beweis trotz des Eingeständnisses des Scheiterns der Gutachter 2005. Die Herausgeber der Annals schrieben, dass sie den menschlichen Teil Computer-unterstützter Beweise besonders wichtiger mathematischer Sätze künftig abdrucken, auch wenn der Computer-Code (den die Annals auf ihrer Website veröffentlichten) nicht restlos zufriedenstellend überprüft war. Der Annals-of-Mathematics-Aufsatz war eine Übersicht. Eine vollständigere Veröffentlichung, die die Preprints von 1998 überarbeitete, erfolgte 2006 in einem Sonderheft der Zeitschrift Discrete & Computational Geometry, in dem die Herausgeber Gabor Fejes Toth und Jeffrey Lagarias den Peer-Reviewern danken und diese teilweise namentlich aufführen, was unüblich ist, da Peer Reviewer an sich anonym bleiben.
Damit erhielten Diskussionen zur Frage, inwieweit auf Computer angewiesene Beweise als akzeptabel gelten, Auftrieb. Ähnliche Diskussionen wurden seit dem Beweis des Vier-Farben-Satzes durch Kenneth Appel und Wolfgang Haken im Jahre 1977 geführt.
Hales sucht daher Wege, um allgemein in Bereichen, in denen Computer zur Überprüfung allzu vieler Zwischenschritte notwendig sind, streng mathematische Beweise zu erstellen. Im Project FlysPecK formalisierte er seinen Beweis der Vermutung Keplers, damit ihn automatische Theorembeweiser wie B. John Harrisons HOL light prüfen können. Derartige Prüfungen sollen künftig – wie zum Beispiel im SETI@home-Projekt – über verteiltes Rechnen im Web erfolgen.
Im August 2014 verkündete Hales, die Übertragung des Beweises in computerisierte Form sei beendet, die Software habe die Richtigkeit des Beweises bestätigt.

### Beweis der Honigwaben-Vermutung
Hales bewies auch einige andere berühmte Vermutungen der Geometrie. 1999 bewies Hales die Honigwaben-Vermutung (Honeycomb Conjecture), die auf die Antike zurückgeht und vermutet, dass bei einer Aufteilung der Ebene in Gebiete jeweils gleichen Flächeninhalts der Gesamtumfang der Ränder mindestens dem der regelmäßigen hexagonalen Honigwaben-Aufteilung entspricht.

### Beweis der Dodekaeder-Vermutung
Mit seinem Studenten Sean McLaughlin bewies er 1998 die Dodekaeder-Vermutung von Laszlo Fejes-Toth, die ausgehend von der Kusszahl 12 von Kugeln in drei Dimensionen vermutet, dass das aus der Konfiguration abgeleitete Voronoi-Polygon mindestens das Volumen eines regulären Dodekaeders hat (der entsprechend dem Problem skaliert ist). McLaughlin war damals erst Vordiplom-Student (mit Hauptfach Musik, Klarinette). Er erhielt dafür 1999 den Frank and Bennie Morgan Prize für herausragende Arbeiten von Mathematikstudenten.
Hales selbst schrieb einen Übersichtsartikel über den Beweis und die Geschichte der Keplervermutung und verwandter Vermutungen in den Notices of the AMS. Der Aufsatz gewann 2003 den Chauvenet-Preis.

### Offenlegung der Hintertür im NIST-Standard zur Zufallszahlenerzeugung
Aufmerksamkeit wurde Hales auch zuteil für seine Analyse des US-Standards zur Erzeugung von Zufallszahlen (Dual EC DRBG), in der er die vorher von Dan Shumow und Nils Ferguson gefundene Schwäche des Verfahrens mathematisch beschrieb.  Die Normungsbehörde NIST musste auch aufgrund seiner Veröffentlichung das Verfahren Dual_EC_DRBG aus dem Standard SP 800-90A entfernen.

## Schriften
- Jeffrey Lagarias (Herausgeber), Hales, Ferguson: The Kepler conjecture. The Hales-Ferguson proof, Springer Verlag 2011
- Thomas Hales: A proof of the Kepler Conjecture. In: Annals of Mathematics. Band 162, 2005, S. 1063–1183 (Sektion 5 ist mit Ferguson verfasst, der Aufsatz erhielt 2007 den Robbins Preis der AMS)[19]
- Thomas Hales, Samuel Ferguson (Herausgeber Gábor Fejes Tóth, Jeffrey Lagarias): Sonderheft von Discrete & Computational Geometry, Band 36, 2006, Nr. 1 zum Beweis des Kepler-Vermutung. Darin:
  - Hales: Historical Overview of the Kepler Conjecture, S. 5–20, Hales, Ferguson A Formulation of the Kepler Conjecture, S. 21–69, Hales Sphere Packing, III. Extremal Cases, S. 71–110, Hales Sphere Packing, IV. Detailed Bounds, S. 111–166, Hales Sphere Packings, VI. Tame Graphs and Linear Programs, S. 205–265
- Thomas C. Hales, John Harrison, Sean McLaughlin, Tobias Nipkow, Steven Obua, Roland Zumkeller: A Revision of the Proof of the Kepler Conjecture. Discrete & Computational Geometry, Band 44, 2010, S. 1–34

## Rundfunkbeiträge
- Thomas Reintjes: Mathematiker Thomas Hales – Die Kunst, Orangen zu stapeln, Deutschlandfunk – „Wissenschaft im Brennpunkt“ vom 5. April 2015